# Jiří Holík
Jiří Holík   (Havlíčkův Brod, 9 de juliol de 1944) és un jugador d'hoquei sobre gel txec, ja retirat, que va competir sota bandera txecoslovaca durant les dècades de 1960 i 1970. Durant la seva carrera esportiva va guanyar quatre medalles olímpiques i tretze al campionat del món.

## Biografia
Va néixer el 9 de juliol de 1944 a la ciutat de Havlíčkův Brod, població situada en aquells moments a Txecoslovàquia i que avui en dia forma part de la República Txeca. És germà del també jugador d'hoquei i medallista olímpic Jaroslav Holík. És pare de la tennista Andrea Holík.

## Carrera esportiva
Als 19 anys va participar en els Jocs Olímpics d'Hivern de 1964 realitzats a Innsbruck (Àustria), on aconseguí guanyar la medalla de bronze. En els Jocs Olímpics d'Hivern de 1968 realitzats a Grenoble (França) aconseguí guanyar la medalla de plata, perdent la final contra la gran potència del moment, la Unió Soviètica. En els Jocs Olímpics d'Hivern de 1972 realitzats a Sapporo (Japó) aconseguí novament guanyar la medalla de bronze i en els Jocs Olímpics d'Hivern de 1976 realitzats Innsbruck (Àustria) guanyà altre cop la medalla de plata, perdent novament contra la Unió Soviètica.
Al llarg de la seva carrera ha guanyat tretze medalles en el Campionat del Món d'hoquei gel masculí entre les edicions de 1965 i 1977, tres d'or (1972, 1976 i 1977), sis de plata i quatre de bronze.
El 1999 fou inclòs a l'IIHF Hall of Fame.